# Instituto Nacional de Estadística y Geografía
Instituto Nacional de Estadística y Geografía e Informática (INEGI) är en mexikansk myndighet grundad 1983, ansvarig för statistik och geografi, samt landets statliga folkräkningsbyrå.

## Folkräkning
INEGI utför folkräkning vart tionde år i landet sedan 2020, tidigare gjordes det i femårs-intervaller.

### Ortskoder och kommunkoder
Kommuner har fem siffror och orter har åtta siffror. De två första siffrorna representerar vilken delstat kommunen eller orten ligger. Alfabetisk ordning, och eftersom Mexiko har 32 delstater kan de första siffrorna vara 01, 02, 03.. till och med 32. Först i den alfabetiska ordningen är Aguascalientes (01) och sist Zacatecas (32). Det kommunala delen av koden består av tre siffror som börjar med 001 och identifierar varje kommun inom motsvarande stat. Ortskoden består av fyra siffror som börjar med 0001 och identifierar varje ort inom motsvarande kommun. Således är statskoden för Aguascalientes 01, för kommunen Aguascalientes är 01001 och den för staden Aguascalientes är 010010001.